# CONCACAF-kampioenschap voetbal onder 20 - 2009
Het CONCACAF-kampioenschap voetbal onder 20 van 2009 (ook wel Centraal-Amerikaans kwalificatietoernooi voor het wereldkampioenschap voetbal onder 21 van 2009) was de 22e editie van het CONCACAF-kampioenschap voetbal onder 20, een CONCACAF-toernooi voor nationale ploegen van spelers onder de 20 jaar. Acht landen namen deel aan dit toernooi dat van 6 maart tot en met 15 maart in Trinidad en Tobago werd gespeeld. Costa Rica werd voor de tweede keer winnaar. In de finale werd de Verenigde Staten met 3–0 verslagen. Honduras werd derde.
Dit toernooi dient tevens als kwalificatietoernooi voor het wereldkampioenschap voetbal onder 20 van 2009. De 4 beste landen van dit toernooi plaatsen zich, dat zijn Costa Rica, Honduras, Trinidad en Tobago en de Verenigde Staten.

## Kwalificatie

### Caraïbische zone
Eerste ronde
| Pos. | Land                   | Ptn. |
| ---- | ---------------------- | ---- |
| 1    | Haïti                  | 9    |
| 2    | Dominicaanse Republiek | 4    |
| 3    | Cuba                   | 3    |
| 4    | Bahama's               | 0    |

| Pos. | Land            | Ptn. |
| ---- | --------------- | ---- |
| 1    | Jamaica         | 9    |
| 2    | Cuba            | 6    |
| 3    | Kaaimaneilanden | 3    |
| 4    | Anguilla        | 0    |

| Pos. | Land                 | Ptn. |
| ---- | -------------------- | ---- |
| 1    | Saint Kitts en Nevis | 7    |
| 2    | Aruba                | 4    |
| 3    | Suriname             | 3    |
| 4    | Dominica             | 1    |

| Pos. | Land                           | Ptn. |
| ---- | ------------------------------ | ---- |
| 1    | Saint Vincent en de Grenadines | 9    |
| 2    | Grenada                        | 4    |
| 3    | Guyana                         | 4    |
| 4    | Britse Maagdeneilanden         | 0    |

| Pos. | Land                 | Ptn. |
| ---- | -------------------- | ---- |
| 1    | Antigua en Barbuda   | 9    |
| 2    | Nederlandse Antillen | 6    |
| 3    | Sint-Maarten         | 3    |
| 4    | Anguilla             | 0    |

Tweede ronde
| Pos. | Land                   | Ptn. |
| ---- | ---------------------- | ---- |
| 1    | Haïti                  | 6    |
| 2    | Dominicaanse Republiek | 3    |
| 3    | Grenada                | 0    |

| Pos. | Land                           | Ptn. |
| ---- | ------------------------------ | ---- |
| 1    | Saint Vincent en de Grenadines | 4    |
| 2    | Nederlandse Antillen           | 2    |
| 3    | Saint Kitts en Nevis           | 1    |

| Pos. | Land               | Ptn. |
| ---- | ------------------ | ---- |
| 1    | Jamaica            | 6    |
| 2    | Aruba              | 3    |
| 3    | Antigua en Barbuda | 0    |

Derde ronde
| Eindstand 9–13 januari 2009 in Saint Vincent en de Grenadines. \| Pos. \| Land \| Ptn. \| \| ---- \| --------------------------------- \| ---- \| \| 1 \| Jamaica[3] \| 7 \| \| 2 \| Saint Vincent en de Grenadines[4] \| 6 \| \| 3 \| Haïti \| 4 \| \| 4 \| Dominicaanse Republiek \| 0 \| |                                |      |
| Pos. | Land                           | Ptn. |
| 1 | Jamaica                        | 7    |
| 2 | Saint Vincent en de Grenadines | 6    |
| 3 | Haïti                          | 4    |
| 4 | Dominicaanse Republiek         | 0    |

### Centraal-Amerikaanse zone
| Pos. | Land       | GW | W | G | V | DV | DT | +/− | Ptn. |
| ---- | ---------- | -- | - | - | - | -- | -- | --- | ---- |
| 1    | Costa Rica | 2  | 2 | 0 | 0 | 6  | 1  | +5  | 6    |
| 2    | Honduras   | 2  | 1 | 0 | 1 | 8  | 2  | +6  | 3    |
| 3    | Nicaragua  | 2  | 0 | 0 | 2 | 0  | 11 | –11 | 0    |

| Pos. | Land        | GW | W | G | V | DV | DT | +/− | Ptn. |
| ---- | ----------- | -- | - | - | - | -- | -- | --- | ---- |
| 1    | El Salvador | 3  | 2 | 0 | 1 | 6  | 3  | +3  | 6    |
| 2    | Panama      | 3  | 2 | 0 | 1 | 6  | 3  | +3  | 6    |
| 3    | Guatemala   | 3  | 1 | 1 | 1 | 4  | 4  | 0   | 4    |
| 3    | Belize      | 2  | 0 | 1 | 2 | 1  | 7  | –6  | 1    |

Play-off
De nummers 2 uit de poule speelden in oktober 2008 een play-off. De winnaar daarvan speelt tegen de nummer 2 van de Caraïbische zone. Honduras won beide wedstrijden van Panama en kwalificeert zich voor de finale play-off.
|                |                                                              |       |                     | |
| 3 oktober 2008 | Honduras                                                     | 5 – 2 | Panama              | Stadion: Estadio Carlos Miranda, Comayagua Toeschouwers: 1267 Scheidsrechter: Edgar Rodriguez (CRC) |
| 3 oktober 2008 | Padilla 10' Valladares 14' Rojas 37' Martínez 51' Andino 75' |       | de la Rosa 31', 86' | Stadion: Estadio Carlos Miranda, Comayagua Toeschouwers: 1267 Scheidsrechter: Edgar Rodriguez (CRC) |
| 3 oktober 2008 |                                                              |       |                     | Stadion: Estadio Carlos Miranda, Comayagua Toeschouwers: 1267 Scheidsrechter: Edgar Rodriguez (CRC) |
| 3 oktober 2008 |                                                              |       |                     | Stadion: Estadio Carlos Miranda, Comayagua Toeschouwers: 1267 Scheidsrechter: Edgar Rodriguez (CRC) |
|                |                                                              |       |                     | |

|                |               |       |               |                                                                                               |
| 5 oktober 2008 | Panama        | 1 – 2 | Honduras      | Stadion: Estadio Rod Carew, Panama-Stad Toeschouwers: 1267 Scheidsrechter: Walter Lopez (GUA) |
| 5 oktober 2008 | Blackburn 26' |       | Rojas 57' 73' | Stadion: Estadio Rod Carew, Panama-Stad Toeschouwers: 1267 Scheidsrechter: Walter Lopez (GUA) |
| 5 oktober 2008 |               |       |               | Stadion: Estadio Rod Carew, Panama-Stad Toeschouwers: 1267 Scheidsrechter: Walter Lopez (GUA) |
| 5 oktober 2008 |               |       |               | Stadion: Estadio Rod Carew, Panama-Stad Toeschouwers: 1267 Scheidsrechter: Walter Lopez (GUA) |
|                |               |       |               |                                                                                               |

### Play-off
De nummer 2 van de Caraïbische zone speelde voorafgaand aan het toernooi een play-off tegen de nummer 3 van de Centraal-Amerikaanse zone. Die play-off ging tussen Saint Vincent en de Grenadines en Honduras. De play-off vond plaats in Macoya, Trinidad en Tobago. De wedstrijd werd gewonnen door Honduras, die daarmee in groep A terecht zou komen.
|                            |                                   |       |                                |                                                                      |
| 2 maart 2009 16:00 (UTC−4) | Honduras                          | 3 – 1 | Saint Vincent en de Grenadines | Stadion: Marvin Leestadion, Macoya Scheidsrechter: Neal Brizan (TRI) |
| 2 maart 2009 16:00 (UTC−4) | Rojas 74' Martínez 80' Andino 89' |       | 23' (pen.) Stewart             | Stadion: Marvin Leestadion, Macoya Scheidsrechter: Neal Brizan (TRI) |
| 2 maart 2009 16:00 (UTC−4) |                                   |       |                                | Stadion: Marvin Leestadion, Macoya Scheidsrechter: Neal Brizan (TRI) |
| 2 maart 2009 16:00 (UTC−4) |                                   |       |                                | Stadion: Marvin Leestadion, Macoya Scheidsrechter: Neal Brizan (TRI) |
|                            |                                   |       |                                |                                                                      |

## Groepsfase

### Groep A
| Pos. | Land             | GW | W | G | V | DV | DT | +/− | Ptn. |
| ---- | ---------------- | -- | - | - | - | -- | -- | --- | ---- |
| 1    | Verenigde Staten | 3  | 2 | 1 | 0 | 5  | 0  | +5  | 7    |
| 2    | Honduras         | 3  | 1 | 2 | 0 | 6  | 2  | +4  | 5    |
| 3    | Jamaica          | 3  | 1 | 0 | 2 | 2  | 8  | –6  | 3    |
| 4    | El Salvador      | 3  | 0 | 1 | 2 | 3  | 6  | –3  | 1    |

|                            |                          |       |                       |                                                                                     |
| 6 maart 2009 17:00 (UTC−4) | Honduras                 | 2 – 2 | El Salvador           | Dwight Yorkestadion, Bacolet Toeschouwers: 556 Scheidsrechter: Roberto García (MEX) |
| 6 maart 2009 17:00 (UTC−4) | Rojas 65' Valladares 82' |       | Blanco 77' Flores 90' | Dwight Yorkestadion, Bacolet Toeschouwers: 556 Scheidsrechter: Roberto García (MEX) |

|                            |         |                                   |                  |                                                                                     |
| 6 maart 2009 19:00 (UTC−4) | Jamaica | 0 – 3                             | Verenigde Staten | Dwight Yorkestadion, Bacolet Toeschouwers: 556 Scheidsrechter: Ricardo Cerdas (CRC) |
| 6 maart 2009 19:00 (UTC−4) |         | Marošević 8' Duka 78' Schuler 83' |                  | Dwight Yorkestadion, Bacolet Toeschouwers: 556 Scheidsrechter: Ricardo Cerdas (CRC) |

|                            |             |       |                       |                                                                                |
| 8 maart 2009 16:00 (UTC−4) | El Salvador | 1 – 2 | Jamaica               | Dwight Yorkestadion, Bacolet Toeschouwers: 524 Scheidsrechter: Paul Ward (CAN) |
| 8 maart 2009 16:00 (UTC−4) | Sosa 11'    |       | Campbell 8' Adlam 56' | Dwight Yorkestadion, Bacolet Toeschouwers: 524 Scheidsrechter: Paul Ward (CAN) |

|                            |                  |       |          |                                                                                          |
| 8 maart 2009 18:00 (UTC−4) | Verenigde Staten | 0 – 0 | Honduras | Dwight Yorkestadion, Bacolet Toeschouwers: 524 Scheidsrechter: Geoffrey Hospedales (TRI) |
| 8 maart 2009 18:00 (UTC−4) |                  |       |          | Dwight Yorkestadion, Bacolet Toeschouwers: 524 Scheidsrechter: Geoffrey Hospedales (TRI) |

|                             |         |                                                   |          |                                                                                          |
| 10 maart 2009 17:00 (UTC−4) | Jamaica | 0 – 4                                             | Honduras | Dwight Yorkestadion, Bacolet Toeschouwers: 467 Scheidsrechter: Geoffrey Hospedales (TRI) |
| 10 maart 2009 17:00 (UTC−4) |         | Leveron 44' Martínez 47' Rojas 62' Altimirano 72' |          | Dwight Yorkestadion, Bacolet Toeschouwers: 467 Scheidsrechter: Geoffrey Hospedales (TRI) |

|                             |                     |       |             |                                                                                    |
| 10 maart 2009 19:00 (UTC−4) | Verenigde Staten    | 2 – 0 | El Salvador | Dwight Yorkestadion, Bacolet Toeschouwers: 467 Scheidsrechter: Rene Guerrero (NCA) |
| 10 maart 2009 19:00 (UTC−4) | Shea 30' Taylor 41' |       |             | Dwight Yorkestadion, Bacolet Toeschouwers: 467 Scheidsrechter: Rene Guerrero (NCA) |

### Groep B
| Pos. | Land               | GW | W | G | V | DV | DT | +/− | Ptn. |
| ---- | ------------------ | -- | - | - | - | -- | -- | --- | ---- |
| 1    | Costa Rica         | 3  | 2 | 1 | 0 | 3  | 1  | +2  | 7    |
| 2    | Trinidad en Tobago | 3  | 1 | 2 | 0 | 3  | 2  | +1  | 5    |
| 3    | Canada             | 3  | 1 | 0 | 2 | 3  | 3  | 0   | 3    |
| 4    | Mexico             | 3  | 0 | 1 | 2 | 2  | 5  | –3  | 1    |

|                            |        |              |            |                                                                                  |
| 7 maart 2009 16:00 (UTC−4) | Mexico | 0 – 1        | Costa Rica | Marvin Leestadion, Macoya Toeschouwers: 4.000 Scheidsrechter: Walter López (GUA) |
| 7 maart 2009 16:00 (UTC−4) |        | Martínez 39' |            | Marvin Leestadion, Macoya Toeschouwers: 4.000 Scheidsrechter: Walter López (GUA) |

|                            |                    |       |     |                                                                                   |
| 7 maart 2009 18:00 (UTC−4) | Trinidad en Tobago | 1 – 0 | CAN | Marvin Leestadion, Macoya Toeschouwers: 4.000 Scheidsrechter: Óscar Moncada (HON) |
| 7 maart 2009 18:00 (UTC−4) | De Silva 82'       |       |     | Marvin Leestadion, Macoya Toeschouwers: 4.000 Scheidsrechter: Óscar Moncada (HON) |

|                            |                      |       |        |                                                                                   |
| 9 maart 2009 17:00 (UTC−4) | Canada               | 2 – 0 | Mexico | Marvin Leestadion, Macoya Toeschouwers: 4.000 Scheidsrechter: Elmer Bonilla (SLV) |
| 9 maart 2009 17:00 (UTC−4) | Edwini-Bonsu 75' 82' |       |        | Marvin Leestadion, Macoya Toeschouwers: 4.000 Scheidsrechter: Elmer Bonilla (SLV) |

|                            |                    |       |            |                                                                                     |
| 9 maart 2009 19:00 (UTC−4) | Trinidad en Tobago | 0 – 0 | Costa Rica | Marvin Leestadion, Macoya Toeschouwers: 4.000 Scheidsrechter: Ricardo Salazar (USA) |
| 9 maart 2009 19:00 (UTC−4) |                    |       |            | Marvin Leestadion, Macoya Toeschouwers: 4.000 Scheidsrechter: Ricardo Salazar (USA) |

|                             |                      |       |                  |                                                                                  |
| 11 maart 2009 17:00 (UTC−4) | Costa Rica           | 2 – 1 | Canada           | Marvin Leestadion, Macoya Toeschouwers: 5.000 Scheidsrechter: Kevin Thomas (JAM) |
| 11 maart 2009 17:00 (UTC−4) | Castro 25' Ureña 72' |       | Edwini-Bonsu 12' | Marvin Leestadion, Macoya Toeschouwers: 5.000 Scheidsrechter: Kevin Thomas (JAM) |

|                             |                          |       |                          |                                                                                   |
| 11 maart 2009 19:00 (UTC−4) | Trinidad en Tobago       | 2 – 2 | Mexico                   | Marvin Leestadion, Macoya Toeschouwers: 5.000 Scheidsrechter: Óscar Moncada (HON) |
| 11 maart 2009 19:00 (UTC−4) | Clarence 52' Bentick 60' |       | Velasquez 8' Salazar 45' | Marvin Leestadion, Macoya Toeschouwers: 5.000 Scheidsrechter: Óscar Moncada (HON) |

## Knock-outfase
|  | Halve finale       | Halve finale      |   |                   | Finale             | Finale |
|  |                    |                   |   |                   |                    |        |
|  | 13 maart – Macoya  |                   |   |                   |                    |        |
|  | Costa Rica         | 0 (4)             |   |                   |                    |        |
|  | Honduras           | 0 (2)             |   |                   |                    |        |
|  |                    |                   |   |                   |                    |        |
|  |                    |                   |   |                   | 15 maart – Macoya  |        |
|  |                    |                   |   |                   | Costa Rica         | 3      |
|  |                    | Verenigde Staten  | 0 |                   |                    |        |
|  |                    |                   |   |                   |                    |        |
|  |                    |                   |   |                   | Derde plaats       |        |
|  | 13 maart – Macoya  | 13 maart – Macoya |   | 15 maart – Macoya | 15 maart – Macoya  |        |
|  | Verenigde Staten   | 0 (4)             |   | Honduras          | 2                  |        |
|  | Trinidad en Tobago | 0 (3)             |   |                   | Trinidad en Tobago | 1      |

### Halve finale
|                             |                              |                         |                                 |                                                                                           |
| 13 maart 2009 17:00 (UTC−4) | Costa Rica                   | 0 – 0 (n.v.) 4 – 2 pen. | Honduras                        | Stadion: Marvin Leestadion, Macoya Toeschouwers: 4.500 Scheidsrechter: Walter López (GUA) |
| 13 maart 2009 17:00 (UTC−4) |                              |                         |                                 | Stadion: Marvin Leestadion, Macoya Toeschouwers: 4.500 Scheidsrechter: Walter López (GUA) |
| 13 maart 2009 17:00 (UTC−4) | Strafschoppen                |                         |                                 | Stadion: Marvin Leestadion, Macoya Toeschouwers: 4.500 Scheidsrechter: Walter López (GUA) |
| 13 maart 2009 17:00 (UTC−4) | Estrada Guzmán Gamboa Castro |                         | Leverón Mejía Mayorquin Fonseca | Stadion: Marvin Leestadion, Macoya Toeschouwers: 4.500 Scheidsrechter: Walter López (GUA) |
|                             |                              |                         |                                 |                                                                                           |

|                             |                                       |                         |                                     |                                                                                             |
| 13 maart 2009 20:00 (UTC−4) | Verenigde Staten                      | 0 – 0 (n.v.) 4 – 3 pen. | Trinidad en Tobago                  | Stadion: Marvin Leestadion, Macoya Toeschouwers: 4.500 Scheidsrechter: Roberto García (MEX) |
| 13 maart 2009 20:00 (UTC−4) |                                       |                         |                                     | Stadion: Marvin Leestadion, Macoya Toeschouwers: 4.500 Scheidsrechter: Roberto García (MEX) |
| 13 maart 2009 20:00 (UTC−4) | Strafschoppen                         |                         |                                     | Stadion: Marvin Leestadion, Macoya Toeschouwers: 4.500 Scheidsrechter: Roberto García (MEX) |
| 13 maart 2009 20:00 (UTC−4) | Jeffrey Duka Marošević Davies Wallace |                         | Rochford Joseph Bentick Bateau Paul | Stadion: Marvin Leestadion, Macoya Toeschouwers: 4.500 Scheidsrechter: Roberto García (MEX) |
|                             |                                       |                         |                                     |                                                                                             |

### Troostfinale
|                             |                         |       |                    |                                                                                            |
| 15 maart 2009 16:00 (UTC−4) | Honduras                | 2 – 1 | Trinidad en Tobago | Stadion: Marvin Leestadion, Macoya Toeschouwers: 2.500 Scheidsrechter: Elmer Bonilla (SLV) |
| 15 maart 2009 16:00 (UTC−4) | Rojas 47' Mayorquin 89' |       | Grosvenor 58'      | Stadion: Marvin Leestadion, Macoya Toeschouwers: 2.500 Scheidsrechter: Elmer Bonilla (SLV) |
| 15 maart 2009 16:00 (UTC−4) |                         |       |                    | Stadion: Marvin Leestadion, Macoya Toeschouwers: 2.500 Scheidsrechter: Elmer Bonilla (SLV) |
| 15 maart 2009 16:00 (UTC−4) |                         |       |                    | Stadion: Marvin Leestadion, Macoya Toeschouwers: 2.500 Scheidsrechter: Elmer Bonilla (SLV) |
|                             |                         |       |                    |                                                                                            |

### Finale
|                             |                                    |       |                  |                                                                                                  |
| 15 maart 2009 19:00 (UTC−4) | Costa Rica                         | 3 – 0 | Verenigde Staten | Stadion: Marvin Leestadion, Macoya Toeschouwers: 2.500 Scheidsrechter: Geoffrey Hospedales (TRI) |
| 15 maart 2009 19:00 (UTC−4) | Estrada 40' Josué Martínez 68' 80' |       |                  | Stadion: Marvin Leestadion, Macoya Toeschouwers: 2.500 Scheidsrechter: Geoffrey Hospedales (TRI) |
| 15 maart 2009 19:00 (UTC−4) |                                    |       |                  | Stadion: Marvin Leestadion, Macoya Toeschouwers: 2.500 Scheidsrechter: Geoffrey Hospedales (TRI) |
| 15 maart 2009 19:00 (UTC−4) |                                    |       |                  | Stadion: Marvin Leestadion, Macoya Toeschouwers: 2.500 Scheidsrechter: Geoffrey Hospedales (TRI) |
|                             |                                    |       |                  |                                                                                                  |

1962 · 1964 · 1970 · 1973 · 1974 · 1976 · 1978 · 1980 · 1982 · 1984 · 1986 · 1988 · 1990 · 1992 · 1994 · 1996 · 1998 · 2001 · 2003 · 2005 · 2007 · 2009 · 2011 · 2013 · 2015 · 2017 · 2018 · 2022

Jeugdtoernooi CONCACAF mannen: onder 17 · onder 15

Jeugdtoernooi CONCACAF vrouwen: onder 20 · onder 17 · onder 15